# アイランド・エンタテイメント
アイランド・エンタテイメント（株式会社アイランド・エンタテインメント）とは、北海道札幌市にある芸能事務所である。同じく札幌市にあるモデル事務所ミストケイズカンパニーを母体とする。スターダストプロモーションと提携。

## 略歴
- 2015年4月1日にミストケイズカンパニーよりアイドル及びアーティストマネジメント事業を継承して発足。
- 5月頃からミルクスに続くアイドルグループのオーディションを行うと同時に、ボーイズパフォーマンスグループのオーディションも行った。
- 9月22日に行われた愛踊祭で所属アイドル「ミルクス」が優勝する。

## 主な所属アイドル・タレント
- ミルクス本物（澤田樹、谷乃愛、檜山奈南果、新居睦実）

- MONCA
- 斉藤梨々子
- 藤崎くるみ
- 広沢愛香
- 佐倉凪沙
- 鈴木まりや（業務提携）

## 元所属アイドル・タレント
- 小林渚
- 西尾咲璃
- 粕谷音
- 赤間四季
- 渋川紗有実